# Tregua (Cristina Donà)
Tregua è il primo album della cantautrice rock italiana Cristina Donà, uscito nel 1997 per la casa discografica Mescal.

## Il disco
Tregua è stato prodotto da Manuel Agnelli, fondatore e leader degli Afterhours. Prima di essere pubblicato ha avuto una lunga gestazione: nell'autunno del 1995 è iniziata la pre-produzione del disco con Agnelli, mentre le registrazioni si sono tenute nel febbraio 1996, seguite dai missaggi nel mese di marzo dello stesso anno. Solo nel febbraio del 1997, a un anno dalla registrazione, l'album è uscito, pubblicato dalla Mescal, che da agenzia di management è diventata anche casa discografica proprio con questo album di Cristina Donà.
Tregua è stato premiato con la Targa Tenco 1997 per il miglior album al debutto e ha vinto i referendum dello stesso anno di Max Generation e della rivista per addetti del settore Musica & Dischi, ricevendo subito grandi consensi dalla critica. Il risultato senza dubbio più importante rimane comunque quello della segnalazione sulla rivista musicale britannica Mojo tra i migliori album del 1997 su indicazione di Robert Wyatt, che votò Tregua tra i suoi dischi preferiti di quell'anno.
Nel 1998 questo album ha valso a Cristina Donà anche il Premio Lunezia, come migliore autrice emergente per il valore poetico delle sue canzoni.
I testi e le musiche di Tregua sono di Cristina Donà; la musica di Ho sempre me e di Raso e chiome bionde è stata scritta dalla Donà insieme a Manuel Agnelli.
Il brano Tregua è dedicato a Kurt Cobain.
Dalla fine del 2006 Cristina Donà è entrata a far parte della casa discografica Capitol/EMI (EMI Music Italy), che ha acquisito il suo catalogo e che ne ha ristampato e ne distribuirà gli album.

## Tracce
1. Ho sempre me – 3:17
2. L'aridità dell'aria – 2:39
3. Stelle buone – 3:16
4. Labirinto – 2:24
5. Raso e chiome bionde (sensazioni da televideo) – 2:43
6. Le solite cose – 3:21
7. Piccola faccia – 3:35
8. Senza disturbare (colloquio di lavoro al femminile) – 3:40
9. Ogni sera – 4:38
10. Risalendo – 4:33
11. Tregua – 3:57

## Musicisti
- Cristina Donà - voce e chitarra folk

Altri musicisti
- Manuel Agnelli - chitarra folk (tracce 1 e 7); chitarra elettrica (tracce 2, 3, 4 e 9); organo Hammond (tracce 2, 4, 6 e 10); campionamenti (tracce 3 e 9); pianoforte (tracce 4, 10 e 11); soffi (traccia 4); percussioni (traccia 6); chitarra noise (tracce 7, 9 e 11); wurlitzer (traccia 7); cori (tracce 8 e 10); vibrafono (traccia 11)
- Marco Barberis - batteria (tracce 2, 5, 7 e 9); rullante (traccia 3)
- Bruno Briscik - violoncello acustico (tracce 1 e 2); violoncello distorto (tracce 1 e 8); violoncello (tracce 6 e 9)
- Mox Cristadoro - spazzole (traccia 1)
- Mauro "Joe" Giovanardi - armonica distorta (traccia 5)
- Xabier Iriondo - chitarra elettrica (traccia 5)
- Ferdinando Masi - batteria (traccia 10)
- Tim Power - basso distorto (traccia 8)
- Giorgio Prette - batteria (tracce 1 e 3)
- Maurizio Raspante - basso (tracce 1, 2, 3, 5, 7, 9 e 10); percussioni (tracce 1, 2, 3, 5, 7); programmazioni (tracce 4 e 6)